# Utopia Banished
Utopia Banished – czwarty album death metalowej grupy Napalm Death wydany w 1992 roku przez wytwórnię Earache Records. Jest to pierwszy album z nowym perkusistą – Dannym Herrerą. Płyta dotarła do 60. miejsca niemieckiej listy sprzedaży Media Control Charts.

## Lista utworów
1. „Discordance” – 1:26
2. „I Abstain” – 3:30
3. „Dementia Access” – 2:27
4. „Christening of the Blind” – 3:21
5. „The World Keeps Turning” – 2:55
6. „Idiosyncratic” – 2:35
7. „Aryanisms” – 3:08
8. „Cause and Effect (Pt. II)” – 2:07
9. „Judicial Slime” – 2:36
10. „Distorting the Medium” – 1:58
11. „Got Time to Kill” – 2:28
12. „Upward and Uninterested” – 2:07
13. „Exile” – 2:00
14. „Awake (To a Life of Misery)” – 2:05
15. „Contemptuous” – 4:21

Bonus – Edycja Limitowana
1. „One and the Same” – 1:50
2. „Sick and Tired” – 1:26
3. „Malignant Trait” – 2:20
4. „Killing with Kindness” – 2:07

## Twórcy
- Mark „Barney” Greenway – wokal
- Shane Embury – gitara basowa
- Mitch Harris – gitara
- Jesse Pintado – gitara
- Danny Herrera – perkusja